# Szalóka
Szalóka (ukránul: Соловка [Szolovka]) falu Ukrajnában, Kárpátalján, az Ungvári járásban.

## Fekvése
Csaptól 11 km-re délkeletre, Lónyától 3 km-re, Ungvártól kb. 46 km-re, a Tisza jobb partján, a magyar határ mellett fekszik.

## Története
Árpád-kori falu, mely 1240-ben királyi birtok volt, melyet V. István király a Rosd nemzetségbeli I. Mihálynak adományozott Lónya, Bátyú, Bótrágy, Szentmiklós és Szolyva nevű falvakkal együtt. Szalóka nevét már egy 1240-es évekbeli oklevélben is említik „Zalók” formában, majd 1464-ben „Zaloka” néven írják az oklevelekben. 1464 körül a leleszi prépostság birtoka volt, melynek itt még a 20. század elején is voltak birtokai; de birtokos volt itt a Betke, majd a Lónyay család is. A falu lakosságának nagy része a reformáció idején református hitre tért.
A 18. század végén Vályi András így ír róla: „SZALÓKA. Magyar falu Szabolts Várm. földes Ura a’ Religyiói Kintstár; az előtt a’ Leleszi Prćmonstrans Atyáknak bírtokok vala; lakosai külömbfélék, fekszik Fényes Litkéhez nem meszsze, és annak filiája; határbéli földgye középszerű, de szoros, réttyei jók, gyümöltsös kertyei nagyok.”
Fényes Elek 1851-ben kiadott geográfiai szótárában így ír a faluról: „Szalóka, magyar falu, Szabolcs vmegyében, a Tiszán túl Beregh vmegye szomszédságában, 1 r., 4 g. kath., 280 ref., 6 zsidó lak., ref. anyatemplommal, 6 második osztálybeli egész jobbágytelekkel. F. u. a leleszi Convent. Kisvárdához 3 óra.”
Borovszky Samu monográfiasorozatának Szabolcs vármegyét tárgyaló része szerint: „Szalóka, tiszamenti kisközség, 120 házzal és 767, nagyobbrészt református lakossal. Postája Eszeny, távirója és vasúti állomása Csap. Legrégibb földesura és maig is birtokosa a leleszi prépostság, melynek a levéltárában már egy 1464-ból származó oklevél beszél e községről. Hajdan Bereg vármegyéhez is tartozott. Református temploma van, mely 1793-ban épült.”
A trianoni békéig Szabolcs vármegye Tiszai járásához tartozott. Ekkor a mesterségesen létrehozott Csehszlovákiához csatolták. 1938–44 között visszakerült Magyarországhoz.
1945-ben Szovjetunióhoz csatolták a települést. 1991 óta Ukrajnához tartozik.

## Népesség
1910-ben 791 magyar lakosa volt; ebből 11 görögkatolikus, 762 református, 11 izraelita volt.
| 2001 | 825 |
| 2020 | 896 |

A népesség anyanyelv szerinti megoszlása a teljes népesség %-ában (2001)

## Közlekedés
Szalókát közúton két irányból lehet megközelíteni: Eszeny és Kisbakos felől. Kisbakos felé az utak nagyon rossz állapotban vannak, már-már járhatatlanok. Aki teheti, inkább Nagydobrony felől jöjjön kerülővel, Eszeny felől még járhatóak az utak, bár rengeteg a kátyú. A falu mellett van az államhatár és egy, csak teherforgalom számára megnyitott vasúti híd a Tisza felett. A települést vonattal nem lehet megközelíteni, mivel a legközelebbi megálló Eszeny mellett van (kb. 5 km).

## Nevezetességek
Református temploma 1783-ban épült barokk-klasszicista stílusban a régi kőtemplom helyett. A Szalókai református templom nevezetessége a kazettás mennyezet, melynek minden kazettáján más-más magyar virágmotívum van. 2009-ben kívül-belül felújították a templomot. Új tetőt kapott, mivel a régi már több helyen beázott, és így veszélyeztette a kazettás mennyezet épségét. Kívülről kipucolták a templomot, és restauráltak három darab kazettát: azokat, amelyeken szövegek találhatóak.

## Testvértelepülések
A községgel határos magyarországi Lónya község a falu testvértelepülése.